# Antipapa Felix al V-lea
Amadeus al VIII-lea (n. 4 septembrie 1383, Chambéry - d. 7 ianuarie 1451) a fost fiul lui Amadeus al VII-lea, Conte de Savoia și al lui Bonne de Berry, Contesă de Savoia, Contesă de Armagnac. El a fost supranumit cel Pașnic. A fost Conte de Savoia în perioada 1391 - 1416 și a fost numit de către împăratul Sigismund Duce de Savoia în 1416. Amadeus a fost și Antipapa Felix al V-lea, ales de către Conciliul de la Basel-Ferrara-Florența, în perioada 5 noiembrie 1439 - 7 aprilie 1449.